# AWA Midwest Heavyweight Championship
L'AWA Midwest Heavyweight Championship è stato un titolo di wrestling di modesta importanza attivo fra il 1967 ed il 1972 nella federazione American Wrestling Association.
Veniva difeso nell'area di Omaha in Nebraska.

## Albo d'oro
| Lottatore         | Regni | Data              | Luogo             | Note                                                            |
| ----------------- | ----- | ----------------- | ----------------- | --------------------------------------------------------------- |
| Dale Lewis        | 1     | 1967              | House show        |                                                                 |
| Bobby Shane       | 1     | 1967              | House show        |                                                                 |
| Bob Orton Sr.     | 1     | 15 luglio 1967    | Omaha, Nebraska   |                                                                 |
| Rock Rogowski     | 1     | 28 ottobre 1967   | Omaha             |                                                                 |
| Bob Orton Sr.     | 2     | 11 novembre 1967  | Omaha             |                                                                 |
| Mighty Igor Vodik | 1     | 9 dicembre 1967   | Omaha             |                                                                 |
| Mike DiBiase      | 1     | 6 gennaio 1968    | Omaha             |                                                                 |
| Bob Ellis         | 1     | 15 giugno 1968    | Omaha             |                                                                 |
| Mike DiBiase      | 2     | 17 agosto 1968    | Omaha             |                                                                 |
| Bob Ellis         | 2     | 24 agosto 1968    | Omaha             |                                                                 |
| Mike DiBiase      | 3     | 26 ottobre 1968   | Omaha             |                                                                 |
| Stan Pulaski      | 1     | 1º febbraio 1969  | Omaha             |                                                                 |
| Tarzan Tyler      | 1     | 18 ottobre 1969   | Omaha             |                                                                 |
| Stan Pulaski      | 2     | 1º gennaio 1970   | Omaha             |                                                                 |
| Lars Anderson     | 1     | 15 febbraio 1970  | Omaha             |                                                                 |
| Stan Pulaski      | 3     | 28 marzo 1970     | Omaha             |                                                                 |
| Beautiful Brutus  | 1     | 23 aprile 1970    | Omaha             |                                                                 |
| Bob Ellis         | 3     | 2 maggio 1970     | Omaha             |                                                                 |
| Lars Anderson     | 2     | 13 giugno 1970    | Lincoln, Nebraska |                                                                 |
| Bob Ellis         | 4     | 20 giugno 1970    | Omaha             |                                                                 |
| Tarzan Tyler      | 2     | 25 luglio 1970    | Omaha             |                                                                 |
| Tex McKenzie      | 1     | 10 ottobre 1970   | Omaha             |                                                                 |
| Rock Rogowski     | 2     | 7 novembre 1970   | Omaha             |                                                                 |
| Stan Pulaski      | 4     | 5 dicembre 1970   | Omaha             |                                                                 |
| The Claw          | 1     | 8 gennaio 1971    | Omaha             |                                                                 |
| Ramon Torres      | 1     | 7 agosto 1971     | Omaha             |                                                                 |
| Great Kusatsu     | 1     | 11 settembre 1971 | Omaha             |                                                                 |
| Stan Pulaski      | 4     | 25 marzo 1972     | Omaha             |                                                                 |
| Buddy Wolf        | 1     | 8 aprile 1972     | Omaha             | Dichiarato vacante in seguito a decisioni ambigue dell'arbitro. |
| Buddy Wolf        | 2     | 6 maggio 1972     | Omaha             | Sconfisse Stan Pulansky.                                        |
| Stan Pulaski      | 5     | 3 giugno 1972     | Omaha             | Il 2 settembre 1972 risultava ancora campione                   |
| Titolo ritirato   |       | 2 settembre 1972  |                   | Titolo abbandonato                                              |